# リトレイン
リトレインは、かつてプロダクション人力舎で活動していたお笑いコンビ。2014年11月9日解散。

## メンバー
瀧音 圭輔（たきおと けいすけ、1988年8月25日 - ）ボケ担当
- 石川県出身。
- 身長170cm。血液型はO型。[1]
- 特技はルービックキューブ。趣味はDVD鑑賞、釣り、バスケ。
- コンビ解散後は、ピン芸人「たきおと」として活動中。

速水 優（はやみ ゆう、1985年2月27日 - ）ツッコミ担当
- 茨城県出身。
- 身長163cm。血液型はO型。[1]
- 特技は似顔絵、ゲーム。趣味は絵、サブカルチャー眺め、オカルト、考古学。
- コンビ解散後は芸人を引退する。

## 略歴
スクールJCA16期（2007年入学）の同期生同士で結成。2008年よりJCAプロモーション所属、2009年よりプロダクション人力舎へ正式所属。
2011年8月から翌年2月まで速水が留学していたため、その間は瀧音は「たきおと」名義でピン芸人として活動していた。
2014年11月9日、解散を発表。速水は芸人を引退し、瀧音は正式にピン芸人「たきおと」として活動。

## エピソード
- 瀧音は事務所の大先輩である飯塚悟志（東京03）に、ネタの台詞回しについてアドバイスをしたことがある。飯塚いわく実際に瀧音の言うように演じてみたところ、「そのほうがウケた」という。
- 2010年のキングオブコント決勝に出場したキングオブコメディの2本目のネタの音響を担当した。

## 賞レース戦績
- 2008年 キングオブコント 2回戦進出
- 2009年 キングオブコント 1回戦敗退
- 2010年 キングオブコント 2回戦進出

## 出演

### テレビ
- エンタの天使（日本テレビ）（2009年7月29日） キャッチコピーは「脱力系の異空間」
- 爆笑トライアウト（NHK総合テレビ）
  - 会場審査は8位（289TP）、視聴者投票は9位（429票）。
- オンバト+（NHK総合テレビ）戦績0勝1敗 最高293KB
- NEWCOMER LIVESHOW シンガタ（日本テレビ）- 2010年10月16日
- ジャガイモン（テレ朝チャンネル）- 2010年12月9日
- コミュニてれび（BSスカパー! ch.241、2013年9月2日、速水のみ）コスプレ芸人会として出演
- コスコスプレプレ（フジテレビONE、2013年9月22日、速水のみ）コスプレ芸人会として出演

### ゲーム
- メタルマックス4 月光のディーヴァ（速水のみ、トレーダー役、2013年11月7日発売）＊声優として参加

### ラジオ
- 木曜Junk アンタッチャブルのシカゴマンゴ（2009年1月8日）

### ライブ
- バカ爆走!（毎月1日から6日 ミニホール新宿Fu-）
- BOMB!!
- :他